# Comuna Novi Vorobii, Malîn
Novi Vorobii (în ucraineană Нововороб'ївська сільська рада) este o comună în raionul Malîn, regiunea Jîtomîr, Ucraina, formată din satele Drujne, Iablunivka, Nove Jîttea, Novi Vorobii (reședința) și Rudnea-Vorobiivska.

## Demografie
Componența lingvistică a comunei Novi Vorobii
     Ucraineană (98,87%)
     Alte limbi (0,97%)
Conform recensământului din 2001, majoritatea populației comunei Novi Vorobii era vorbitoare de ucraineană (98,87%), existând în minoritate și vorbitori de alte limbi.